# Cimetière Eternitatea

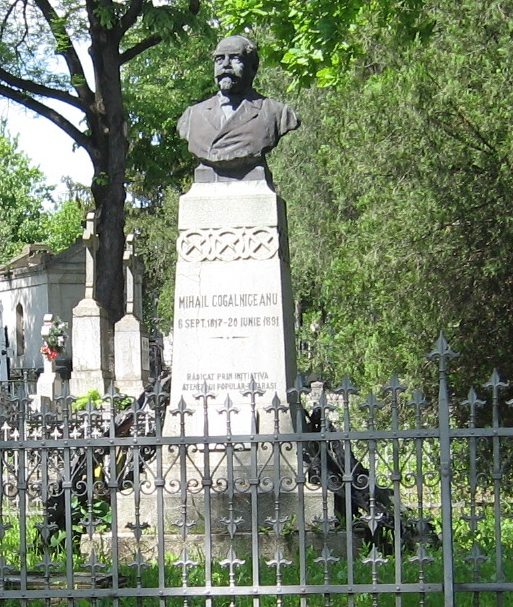
La tombe de Mihail Kogălniceanu à Eternitatea.

Eternitatea (« L'Éternité » en roumain) est le plus grand cimetière de Iași, en Roumanie. 

## Enterrements notables
- Vasile Adamachi, philanthrope
- Dimitrie Anghel, poète et écrivain
- Sabin Bălașa, peintre, écrivain et réalisateur
- Nicolae Beldiceanu, poète et écrivain
- Vasile Burlă, philologue
- George Matei Cantacuzino, architecte
- Eduard Caudella, compositeur, violoniste, chef d'orchestre, professeur et critique musical
- Otilia Cazimir, écrivain, poète, traductrice et publiciste
- Mihail Cerchez, général
- Grigore Cobălcescu, géologue et paléontologue
- Mihai Codreanu, poète
- Vasile Conta, philosophe, écrivain et ministre
- Ion Creangă, écrivain
- Ioan P. Culianu, historien des religions, écrivain et essayiste
- Mircea David, footballeur
- Barbu Ștefănescu Delavrancea, écrivain, orateur, avocat et maire de Bucarest
- Nicolae Gane, écrivain et homme politique
- Gheorghe Ghibănescu, historien, généalogiste et philologue
- Markus Glaser, évêque catholique
- Mihail Kogălniceanu, avocat, historien, journaliste et Premier ministre de Roumanie
- Radu Korne, général
- Gheorghe Gh. Mârzescu, juriste et maire de Iași
- Dumitru C. Moruzi, serviteur et écrivain
- Gavriil Musicescu, compositeur, musicologue et chef d'orchestre
- Marija Obrenović, boyard
- Alexandru A. Philippide, écrivain et traducteur
- Vasile Pogor, homme politique, journaliste et poète
- Petru Poni, chimiste, physicien, enseignant, minéralogiste et homme politique
- Ștefan Procopiu, physicien, professeur et inventeur
- Aristizza Romanescu, actrice
- George Topîrceanu, poète, écrivain, mémorialiste et publiciste